# 王仰 (萬曆甲辰進士)
王仰（？—1605年），字自俯，號三樂，河南河南衛官籍，明朝政治人物。

## 生平
万历二十二年（1594年）甲午科河南鄉試第十九名舉人，三十二年（1604年）甲辰科进士，工部觀政，三十三年卒。

## 家族
曾祖王裕。祖父王齐，教授。父王宜，儒官。母魏氏。具慶下。娶布氏，繼娶楊氏。